# Eurytoma salicis
Eurytoma salicis är en stekelart som beskrevs av Walker 1834. I den svenska databasen Dyntaxa används istället namnet Mangoma salicis. Enligt Catalogue of Life ingår Eurytoma salicis i släktet Eurytoma och familjen kragglanssteklar, men enligt Dyntaxa är tillhörigheten istället släktet Mangoma och familjen kragglanssteklar. Arten är reproducerande i Sverige. Inga underarter finns listade i Catalogue of Life.